# 台南市尊重動物生命協會
台南市尊重動物生命協會，簡稱尊生會，是位於台灣台南市的動物保護團體，成立於2008年10月。

## 歷史
協會總幹事李惠文早在2001年便已開始救助流浪犬隻，花錢租地照顧牠們，後因看不過去收容所撲殺流浪犬貓的作為，才創立台南市尊重動物生命協會。2008年10月，台南市尊重動物生命協會正式成立，首任理事長由安平區建平里里長傅建峰擔任。
該協會的流浪狗收容所位於安平區，為確保品質，收養數量始終限制在40隻狗以內，李惠文表示：「收容流浪狗是一件嚴肅的工作，不能感情用事，一定要評量自身的條件」。2016年梅姬颱風來臨時其收容所一度遭到重創。
協會在2011年與台南市動物防疫保護處合作，委託寵物犬訓練學校將一些流浪犬訓練為陪伴犬及工作犬。

## 外部連結
- 台南市尊重動物生命協會的部落格
- 台南市尊重動物生命協會的Facebook專頁